# Krog
Krog – wieś w Słowenii, w gminie miejskiej Murska Sobota. W 2018 roku liczyła 1131 mieszkańców. 